# Firrel
Firrel is een Duitse gemeente in de Samtgemeinde Hesel in het Landkreis Leer in Nedersaksen.
De oppervlakte is 8,26 km² en telt 854 inwoners.
- Gemeinsame Normdatei: 4642597-4
- Virtual International Authority File: 241219648

Hoofdstad: Leer
Overige eenheidsgemeenten: Borkum · Bunde · Jemgum (Jemmingen) · Moormerland · Ostrhauderfehn · Rhauderfehn · Uplengen · Weener · Westoverledingen
Samtgemeinden: Samtgemeinde Hesel · Samtgemeinde Jümme
Gemeenten: Brinkum · Detern · Filsum (hoofdplaats Samtgemeinde Jümme) · Firrel · Hesel (hoofdplaats Samtgemeinde Hesel) · Holtland · Neukamperfehn · Nortmoor · Schwerinsdorf
Gemeentevrij gebied: Lütje Hörn (onbewoond eiland, 0,31 km²)